# Opius lataganus
Opius lataganus är en stekelart som beskrevs av Fischer 1979. Opius lataganus ingår i släktet Opius och familjen bracksteklar. Inga underarter finns listade i Catalogue of Life.